# أم قرون
أم قرون أو كما تعرف محليّاً أم جرن قرية سوريّة تتبع إداريّاً لمحافظة حلب منطقة جبل سمعان ناحية تل الضمان، بلغ تعداد سكانها 49 نسمة حسب التعداد السكاني لعام 2004.